# Prévention des blessures
 (octobre 2017).
Le contenu est difficilement compréhensible vu les erreurs de traduction, qui sont peut-être dues à l'utilisation d'un logiciel de traduction automatique.
La prévention des blessures est la prévention et la réduction de la gravité des blessures causées par des mécanismes externes, tels que les accidents, avant que ceux-ci ne surviennent. Elle fait partie des domaines de la sécurité et de la santé publique.  Elle a pour but d'améliorer d'améliorer la santé et la qualité de vie des populations. Les personnes extérieures à ce domaine utilisent souvent le terme de « blessure accidentelle ». Cependant, le mot « accidentelle » indique que les causes de ces accidents sont aléatoires, c'est pourquoi, les chercheurs préfèrent utiliser le terme de « blessures involontaires » lorsqu'ils parlent de blessures non intentionnelles et évitables. En santé publique, des efforts sont également déployés pour prévenir ou réduire les blessures dites « volontaires ». Les données des Centres pour le contrôle et la prévention des maladies (CDC) américains montrent que les blessures non intentionnelles sont la principale cause de mortalité sur la période allant de la petite enfance à l'âge adulte. Sur cette période, les traumatismes non intentionnels sont responsables de plus de décès que les neuf autres causes majoritaires suivantes confondues.
La prévention des blessures s'articulent autour de trois piliers : l'éducation, l'ingénierie autour des modifications et la mise en application des solutions proposées. Certaines organisations, comme la Sécurité des Enfants dans le Monde entier, ont élargi la liste à six piliers en ajoutant : l'évaluation, les incitations économiques et l'habilitation.

## Mesure d'efficacité
L'évaluation est un défi, car les résultats habituels sont des morts ou blessés évités, et il est presque impossible de mesurer le nombre de personnes qui ne se seraient pas blessées autrement. Les efforts d'éducation peut être mesurée par les changements dans les connaissances, attitudes, croyances et comportements, avant et après l'intervention, cependant liant ces modifications dans les réductions de la morbidité et de la mortalité est souvent problématique.
L'examen des tendances de la morbidité et de la mortalité dans la population n'est généralement pas difficile et peut donner une indication de l'efficacité des interventions de prévention des traumatismes. Cependant, cette approche souffre de la possibilité de sophisme écologique, où les données montrent une association entre une intervention et un changement dans le résultat, mais il n'y a effectivement pas de relation de cause à effet.

## Types les plus courants

### De la circulation et de la sécurité des automobiles
La sécurité de la circulation et de la sécurité des automobiles sont un élément majeur de la prévention des blessures, car il est la principale cause de décès chez les enfants et les jeunes adultes dans le milieu des années 30. Mesures de prévention des blessures a commencé au début des années 1960, lorsque l'activiste Ralph Nader, a déclaré les automobiles comme étant plus dangereuses que nécessaire avec son livre Dangereux à n’importe quelle Vitesse. Cela a conduit à des changements techniques dans la façon dont les voitures sont conçues pour permettre de diminuer l'espace entre le véhicule et l'occupant. Les Centers for Disease Control and Prevention (CDC) contribue aussi beaucoup à la sécurité des automobiles. La CDC de la Prévention des Blessures Champion, David Grésil, illustre l'importance de l'abaissement du taux légal d'alcool limite à 0,08% pour les conducteurs; le fait d'exiger des briquets jetables pour être à l'épreuve des enfants; et l'utilisation de données probantes pour démontrer les dangers des airbags pour les jeunes enfants qui se trouvent sur le siège avant des véhicules.
Ingénierie: Résistance du véhicule aux collisions, ceintures de sécurité, airbags, verrouillage des ceintures de sécurité pour sièges d'enfant.
L'éducation: Promouvoir l'utilisation de la ceinture, de décourager la conduite avec facultés affaiblies, de promouvoir la sécurité des sièges d'enfant.
Application et promulgation: le passage et l'application des lois sur les ceintures de sécurité primaires, les limites de vitesse, la conduite avec facultés affaiblies.

### Sécurité des piétons
La sécurité des piétons est au centre de la recherche sur la prévention des blessures épidémiologiques et psychologiques. Les études épidémiologiquesmettent généralement l'accent sur des externes à l'individu telles que la densité du trafic, l'accès à des zones de marche sécuritaires, le statut socioéconomique, les taux de blessures, Les études épidémiologiques mettent généralement l'accent sur des causes extérieures à l'individu, tels que la densité du trafic, l'accès à des zones de promenade, le statut socio-économique, les taux de blessures, de la législation pour la sécurité (p. ex., les amendes de la circulation), ou même la forme de véhicules qui influe sur la gravité des blessures résultant d'une collision. Les données épidémiologiques montrent que les enfants âgés de 1 à 4 ans sont les plus en danger de blessures dans l'allée et les trottoirs. Les enfants âgés de 5 à 14 ans sont les plus en danger, tout en tentant de traverser la rue.
Le corps de la recherche psychologique sur la sécurité des piétons est actuellement beaucoup  moins important que dans le domaine épidémiologique, mais se développe rapidement. Les études psychologiques en matière de sécurité des piétons s'étendent jusqu'au milieu des années 1980, lorsque les chercheurs ont commencé à examiner les variables comportementales chez les enfants. Les variables comportementales d'intérêt comprennent la sélection des intersections de croisement dans le trafic, l'attention portée à la circulation, le nombre de visites proches ou les impacts réels, ou les itinéraires que les enfants choisissent lorsqu'ils traversent plusieurs rues, comme lors de la venue à l'école.
Les études comportementales recueillent souvent de telles variables qui impliquent des risques de blessures; par exemple, les enfants qui sont plus exposés, lorsqu'ils traversent une rue, seuls.
La technique la plus couramment utilisée dans la recherche comportementale pour les piétons est la route supposée, dans laquelle un enfant se trouve à une certaine distance du trottoir et surveille le trafic sur la vraie route.L'enfant se promène ensuite au bord de la rue lorsqu'une opportunité de passage est choisie. La recherche passe progressivement à des techniques de réalité virtuelle plus écologiquement valables. Les chercheurs principaux en recherche psychologique sur la sécurité des piétons sont le Dr Benjamin Barton, le Dr David Schwebel et le Dr James Thomson.

### Autres
Ce qui suit est une version abrégée de la rubrique liste des principaux domaines d'intervention de prévention des blessures:
- De la sécurité à bicyclette
- Bateau et la salubrité de l'eau
- Sécurité des enfants en voiture
- Sécurité des produits de consommation
- Arme à feu sécurité
- D'incendie et de brûlure de la sécurité
- La sécurité à la maison
- La conduite avec facultés affaiblies
- La sécurité des piétons
- Contrôle de Poison
- La sécurité des jouets
- La sécurité de la circulation
- Des blessures sportives de sécurité
- Santé et sécurité au travail

## Autres lectures
Les revues de recherche couvrant la prévention des blessures comprennent:

## Further reading
Research journals covering injury prevention include:
- Accident Analysis and Prevention
- Journal of Injury and Violence Research
- Injury Prevention
- International Journal of Injury Control and Safety Promotion
- Journal of Safety Research
- Journal of Trauma
- Safety Science
- Traffic Injury Prevention
- Transportation Research: Traffic Psychology and Behavior